# Каннський кінофестиваль 1961
14-й Каннський міжнародний кінофестиваль відбувся з 3 по 18 травня у Каннах, Франція. У конкурсі було представлено 31 повнометражний фільм та 27 короткометражок. Фестиваль відкрито показом стрічки «Як радісно жити» режисера Рене Клемана.

## Журі
- Жан Жіоно — Голова журі, письменник,  Франція
- Сергій Юткевич, віце-голова,  СРСР
- Педро Армендаріс,  Мексика
- Луїджі К'яріні,  Італія
- Клод Моріак,  Франція
- Едуар Молінаро,  Франція
- Жан Паулан,  Франція
- Рауль Плокен,  Франція
- Лізелотта Пульвер,  ФРН
- Марсель Верте,  Франція
- Фред Циннеманн,  США

Короткометражних фільмів
- Іон Попеску-Гопо,  Румунія
- П'єр Превер,  Франція
- Юрген Шильдт,  Швеція
- Жан Відал,  Франція
- Жан Віві,  Франція

## Фільми-учасники конкурсної програми
| Переможців виділено окремим кольором. |

Повнометражні фільми
| Фільм                                 | Назва мовою оригіналу              | Режисер                   | Країна            |
| ------------------------------------- | ---------------------------------- | ------------------------- | ----------------- |
| Безпритульний                         |                                    | Міхаліс Какоянніс         | Італія            |
| Вірідіана                             | Viridiana                          | Луїс Бунюель              | Іспанія           |
| Даркле                                | Darclee                            | Міхай Якоб                | Румунія           |
| День чотирнадцятий                    | Dan četrnaesti                     | Здравко Велімірович       | СФРЮ              |
| Дівчина з валізою                     | La Ragazza con la valigia          | Валеріо Дзурліні          | Італія Франція    |
| Козаки                                | Казаки                             | Василь Пронін             | СРСР              |
| Ла В'ячча                             | La Viaccia                         | Мауро Болоньїні           | Італія Франція    |
| Лін                                   | Line                               | Нільс Рейнгард Крістенсен | Норвегія          |
| Мадалена                              | Madalena                           | Дінос Діміпулос           | Греція            |
| Мати Іоанна від ангелів               | Matka Joanna od Aniołów            | Єжи Кавалерович           | Польща            |
| Мені подобається Майк                 | I Like Mike                        | Пітер Фрай                | Ізраїль           |
| Мітка                                 | The Mark                           | Гай Грін                  | Велика Британія   |
| Молодший брат                         | おとうと / Otôto                   | Кон Ітікава               | Японія            |
| На самому півдні                      | Plein sud                          | Гастон де Герлаш          | Бельгія           |
| Настільки тривала відсутність         | Une aussi longue absence           | Анрі Кольпі               | Франція Італія    |
| Небо і бруд                           | Le Ciel et la boue                 | П'єр-Домінік Гесо         | Франція           |
| Ніж                                   | Het Mes                            | Фонм Радемакерс           | Нідерланди        |
| Останній свідок                       | Der Letzte Zeuge                   | Вольфганг Штаудте         | ФРН               |
| Перша меса                            | A Primeira Missa                   | Ліма Баррето              | Бразилія          |
| Пісня про сизого голуба               | Piesen o sivém holubovi            | Станіслав Барабаш         | Чехословаччина    |
| Повість полум'яних літ                | Повесть пламенных лет              | Юлія Солнцева             | СРСР              |
| Родзинка на сонці                     | A Raisin in the Sun                | Деніел Пітрі              | США               |
| Рука в пастці                         | La Mano en la trampa               | Леопольдо Торре Нільссон  | Іспанія Аргентина |
| Священик для злочинців                | Hoodlum Priest                     | Ірвін Кершнер             | США               |
| Суддя                                 | Domaren                            | Альф Шеберг               | Швеція            |
| Хижак                                 | Dúvad                              | Золтан Фабрі              | Угорщина          |
| Центральний форвард помер на світанку | El centroforward murió al amanecer | Рене Мухіка               | Аргентина         |
| Чочара                                | La Ciociara                        | Вітторіо де Сіка          | Італія Франція    |
| Чи любите ви Брамса?                  | Goodbye Again                      | Анатоль Літвак            | США Франція       |
| Як радісно жити                       | Quelle joie de vivre               | Рене Клеман               | Франція           |

## Позаконкурсна програма
- Вихід, режисер Отто Премінґер,  США

## Короткометражні фільми
- Aicha, режисери Нуреддін Мекрі і Франціс Варін
- Аргентина — рай для рибалок / Argentina paraiso de la pesca, режисер Антоніо Бер Сіані
- The Art of Lee Hsiang-Fen, режисер Генрі Т. С. Ванг
- Болгарський ансамбль народної пісні і танцю / Balgarski ansambal za narodni pesni i tanzi, режисер Лада Бояд'єва
- Чорна кішка / The Black Cat, режисер Роберт Бреверман
- Ранчо / Cattle Ranch, режисер Гай Л. Коте
- Діти Сонця / Children of the Sun, режисери Джон Хаблі і Фейт Хаблі
- Сотворіння жінки / The Creation of Woman, режисер Чарльз Ф. Швеп
- Кір Великий / Cyrus le grand, режисер Фері Фарзанех
- The Do-It-Yourself Cartoon Kit
- Фантазія для лівої руки і людська совість / Fantazie pro levou ruku a lidske svedomi, режисер Павел Гобл
- Бальбекський фестиваль 1960 / Le Festival de Baalbeck 1960, режисер Девід МакДональд
- Folkwangschulen, режисер Герберт Веселі
- Foroyar, режисер Йорген Рус
- Пожежа в Кастилії / Fuego en Castilla (Tactilvisión del páramo del espanto), режисер Хосе Вал дель Омар
- Четвер: прогулянка / Giovedi: passeggiata, режисер Вінченцо Гамна
- Місто великої долі / Город большой судьбы, режисер Ілля Копалін
- Будинок Хасімото / House of Hashimoto, режисер Конні Разінськи
- Художник Злато Бояджиєв / Художник Злато Бояджиев, режисер Іван Попов
- Kangra et kulu, режисер Н. С. Тапа
- Пес Барбос і незвичайний крос / Пес Барбос и необычный кросс, режисер Леонід Гайдай
- Один раз / Na vez, режисер Бранко Калачіч
- Туман / Nebbia, режисер Раффаель Андреасси
- Поль Валері / Paul Valéry, режисер Роже Ленар
- Поєдинок / Párbaj, режисер Гула Макскассі
- Маленька ложка / La Petite Cuillère, режисер Карлос Вілардебо
- Роберт Фрост / Robert Frost, режисер Сідні Стібер
- Сувеніри зі Швеції / Souvenirs from Sweden, режисер Геннінг Карлсен
- Taketori Monogatari, режисер Кадзухіко Ватанабе
- У колі мовчання / W kregu ciszy, режисер Ежи Зярнік

## Нагороди
- Золота пальмова гілка: 
  - Настільки тривала відсутність, режисер Анрі Кольпі
  - Вірідіана, режисер Луїс Бунюель
- Приз журі : Мати Іоанна від ангелів, режисер Єжи Кавалерович
- Приз за найкращу чоловічу роль : Ентоні Перкінс у фільмі Чи любите ви Брамса?
- Приз за найкращу жіночу роль : Софія Лорен у фільмі Чочара
- Приз за найкращу режисуру : Юлія Солнцева фільм Повість полум'яних років
- Приз за найкращий сценарій : Думітру Карабат, Анрі Кольпі та Ів Жам'як за Настільки тривала відсутність
- Технічний гран-прі — спеціальний приз:
  - Молодший брат
  - Повість полум'яних років
  - Пожежа в Кастилії
  - Folkwangschulen
- Найкращий короткометражний фільм: Чайна ложечка
- Приз Гарі Купера: Родзинка на сонці
- Приз ФІПРЕССІ : Рука в пастці
- Приз Міжнародної Католицької організації в царині кіно (OCIC) : Священик для злочинців